# San Nicolás de los Arroyos (partido)
San Nicolás de los Arroyos (Partido de San Nicolás de los Arroyos) is een partido in de Argentijnse provincie Buenos Aires. Het bestuurlijke gebied telt 137.867 inwoners. Tussen 1991 en 2001 steeg het inwoneraantal met 3,72 %.

## Plaatsen in partido San Nicolás de los Arroyos
- Campos Salles
- Conesa
- Erézcano
- General Rojo
- La Emilia
- San Nicolás de los Arroyos
- Villa Esperanza